# Auster
A Auster, oficialmente Auster Aircraft Limited, é uma empresa aeronáutica britânica que existiu entre 1938 e 1961. Baseada em Rearsby, Leicestershire, no Reino Unido, em 1961 fundiu-se com a empresa Beagle Aircraft. Desenvolveu aeronaves como o Taylorcraft Auster e o Auster Aiglet Trainer.